# Efecto Yule-Slutski
Uno de los grandes matemáticos del siglo XX, Yevgeni Slutski demostró que si aplicamos una media móvil a un conjunto de datos aleatorios, podrían generarse fácilmente una serie de patrones ondulatorios sinusoidales que se parecerían a hechos económicos del mundo real. Para demostrar su argumento, Slutski, generó un patrón ondulatorio a partir de un conjunto aleatorio de números de lotería y lo superpuso a una gráfica de estadísticas sobre el crecimiento británico: al juntar ambas líneas, sus formas se antojaban sorprendentemente similares. Esto es lo que en estadística se conoce como «efecto de Yule-Slutski»
- Datos: Q24960842